# Wspólnota administracyjna Löbau
Wspólnota administracyjna Löbau (niem. Verwaltungsgemeinschaft Löbau) – wspólnota administracyjna w Niemczech, w kraju związkowym Saksonia, w okręgu administracyjnym Drezno, w powiecie Görlitz. Siedziba wspólnoty znajduje się w mieście Löbau.
Wspólnota administracyjna zrzesza jedną gminę miejską oraz trzy gminy wiejskie: 
- Großschweidnitz
- Lawalde
- Löbau
- Rosenbach